# گوردیان یکم
گوردیان یکم با نام کامل مارکوس آنتونیوس گوردیانوس سمپرونیانوس رومانوس آفریکانوس (به لاتین: Marcus Antonius Gordianus Sempronianus Romanus Africanus) (زادهٔ حدود ۱۵۹ – ۱۲ آوریل ۲۳۸) به‌طور مشترک همراه با پسرش گوردیان دوم از ۲۲ مارس تا ۱۲ آوریل ۲۳۸ در سالی که به سال شش امپراتور معروف شد، امپراتور روم بود.

## زندگی‌نامه
گوردیان سناتوری سالمند و علاقه‌مند به ادبیات بود تا آن اندازه که فلاویوس فیلوستراتوس، نویسندهٔ یونانی، کتاب خود با عنوان «زندگی سوفسطائیان» را به او تقدیم کرده بود.
در اوایل سال ۲۳۸ میلادی و در زمانی‌که گوردیان از سوی سنای روم به عنوان فرماندار به آفریقا فرستاده شده بود، گروهی از ملاکان جوان ثروتمند که از سیستم مالیاتی امپراتوری ناراضی بودند دست به شورش زده و کسانی را که از سوی ماکسیمینوس تراکس (امپراتور روم از ۲۳۵ تا ۲۳۸) برای جمع‌آوری مالیات به آفریقا فرستاده شده بودند را کشتند. شورشیان پس از این اقدام، گوردیان را به عنوان امپراتور جدید برگزیدند و سنای روم نیز او را به رسمیت شناخت.
| ماکسیمینوس ترکس                                     |
| گوردیان یکم و گوردیان دوم                           |
| پوپینوس و بالبینوس، به‌طور صوری همراه با گوردیان سوم |
| گوردیان سوم                                         |
| --------------------------------------------------- |

گوردیان در تاریخ ۲۲ مارس ۲۳۸ با عنوان سزار مارکوس آنتونیوس گوردیانوس سمپرونیانوس رومانوس آفریکانوس آگوستوس دوران امپراتوری مشترک خود را با پسرش گوردیان دوم آغاز کرد. با این وجود مدت فرمانروایی او بسیار کوتاه بود. تنها یک ماه پس از این رویداد، کاپلیانوس، فرماندار نومیدیا که از حامیان وفادار به ماکسیمینوس تراکس بود طی نبردی این شورش را سرکوب نمود. گوردیان دوم در جنگ با او کشته شد و گوردیان یکم در غم از دست دادن فرزندش در ۱۲ آوریل ۲۳۸ خود را حلق‌آویز کرد.
پس از درگذشت گوردیان یکم، سنای روم در تقابل با ماکسیمینوس که با سپاهش راه بازگشت به رم را در پیش گرفته بود او را از قدرت خلع و دو سناتور به نام‌های پوپینوس و بالبینوس را به عنوان امپراتوران جدید معرفی نمودند.